# Margareta Pogonat

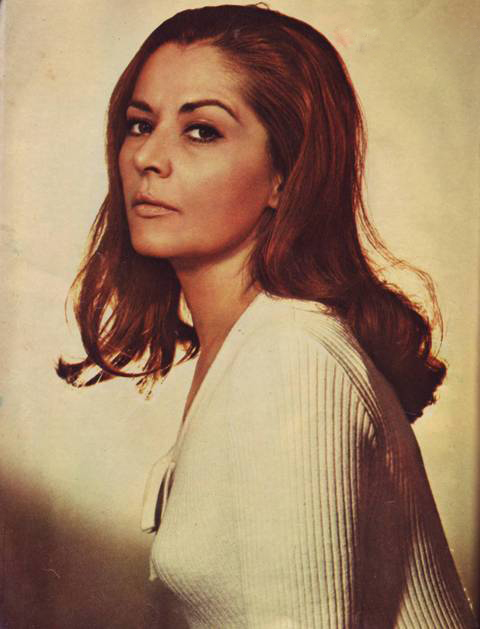
Margareta Pogonat

Margareta Pogonat-Caliopi (* 6. März 1933 in Iași; † 11. Mai 2014) war eine rumänische Schauspielerin.

## Leben
Margareta Pogonat war die Tochter eines Anwalts, der während des Zweiten Weltkrieges an der Front verstarb, und einer Schauspielerin. Ihre Eltern waren nicht verheiratet, allerdings erkannte ihr Vater sie als leibliches Kind an. Sie schloss 1959 ihr Schauspielstudium an der Nationaluniversität der Theater- und Filmkunst „Ion Luca Caragiale“ ab. Anschließend spielte sie an mehreren Theatern. Ihr Leinwanddebüt gab sie bereits 1957 in dem von Dinu Negreanu inszenierten Drama Wenn du mich liebst. Ab 1990 unterrichtete sie sowohl an der Universität Spiru Haret als auch an der Universitatea Ecologică din București Schauspiel. Pogonat starb am 11. Mai 2014 an den Folgen einer Krebserkrankung.

## Filmografie (Auswahl)
- 1957: Wenn du mich liebst (Pasărea furtunii)
- 1969: Das Schloß hinterm Regenbogen (Tinerețe fără bătrînețe)
- 1969: Zugvögel (Apoi s-a născut legenda)
- 1972: Die Liebe beginnt am Freitag (Dragostea începe vineri)
- 1972: Papst Johanna (Pope Joan)
- 1973: Weg im Halbschatten (Drum în penumbră)
- 1974: Untersuchung auf der Werft (Trei scrisori secrete)
- 1975: Der Schauspieler und die Wilden (Actorul și sălbaticii)
- 1977: So nah ist das Glück (E atât de aproape fericirea)
- 1977: Wiederfinden (Regăsirea)